# Aconitum pascoi
Aconitum pascoi är en ranunkelväxtart som beskrevs av Vorosh.. Aconitum pascoi ingår i släktet stormhattar, och familjen ranunkelväxter. Inga underarter finns listade i Catalogue of Life.